# شعب المهاب (قفل شمر)
شعب المهاب هي إحدى قرى عزلة المخلاف بمديرية قفل شمر التابعة لمحافظة حجة، بلغ تعداد سكانها 8 نسمة حسب تعداد اليمن لعام 2004.